# Carlanderska sjukhuset

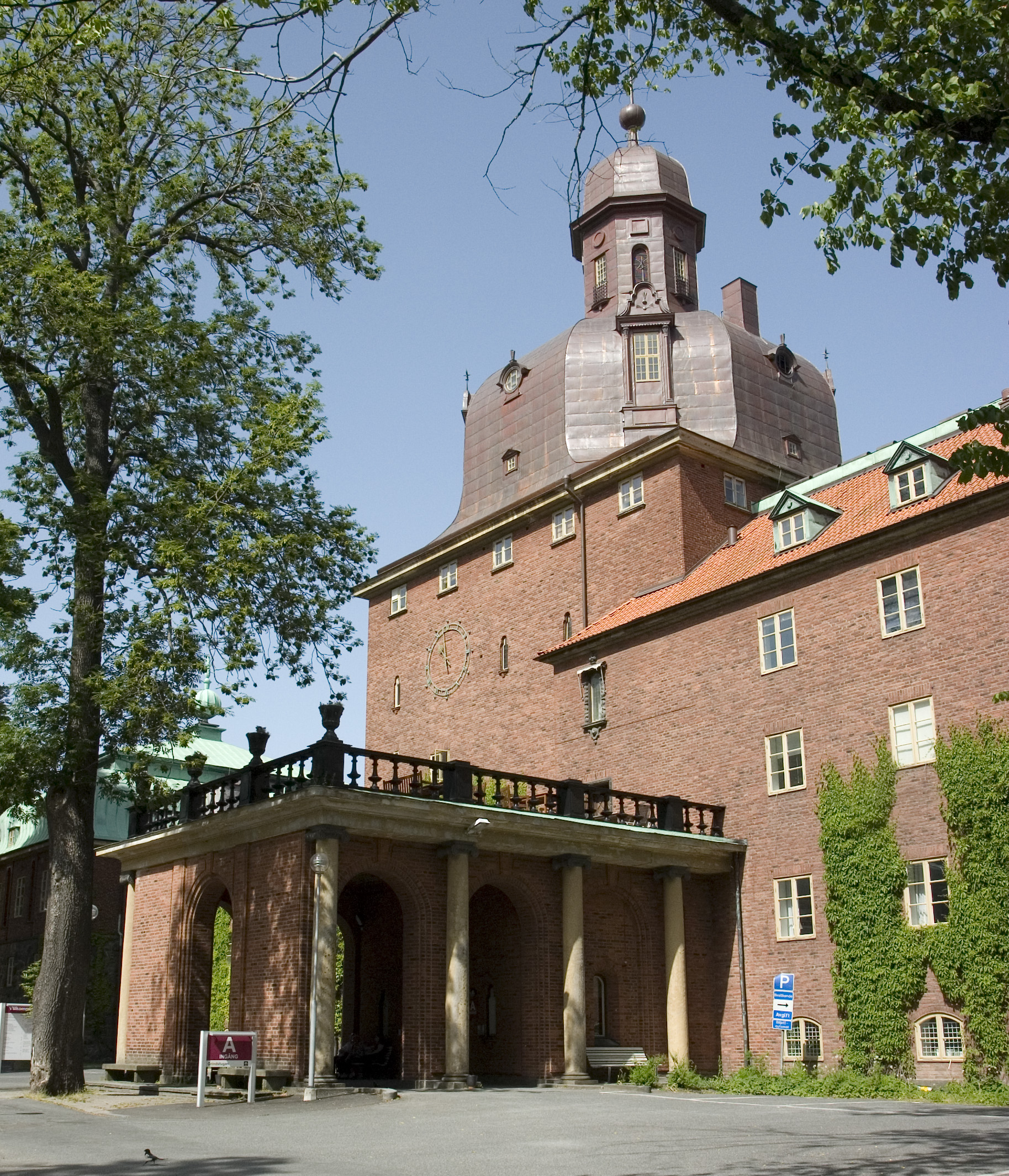
Carlanderska sjukhuset

Carlanderska sjukhuset är ett sjukhus i stadsdelen Johanneberg i Göteborg, uppfört 1927 efter ritningar av arkitekten Arvid Bjerke. Det ursprungliga namnet var Carlanderska sjukhemmet. Sjukhuset drivs som en stiftelse med Göteborgs stad som huvudman och erbjuder vård inom många områden.

## Historik
Den 27 april 1916 inlämnade grosshandlarna Christopher och Axel Carlander, far och son, till Göteborgs stadsfullmäktige en skrivelse där de önskade att det "i Göteborg inrättades en med Sophiahemmet i Stockholm likartad sjukvårdsanstalt, huvudsakligen avsedd för betalande patienter." Som förutsättning för en sådan anstalt krävdes att den fick en så stor grundfond, att anstalten utan tillskott av kommunala medel kunde stå för sina driftkostnader samt avsätta medel för den framtida utvecklingen. Samtidigt donerades 750 000 kronor till Göteborgs stadsfullmäktige av de två familjerna Christoffer Carlander med hustrun Isabella (600 000 kronor) och Axel med hustrun Hedvig (150 000 kronor). I början av 1917 upplät stadsfullmäktige den tomt där sjukhuset senare byggdes, på det tidigare landeriet Carlbergs mark som staden löst in 1886 av familjen Röhss och som 1702-1809 fungerat som avrättningsplats, kallad Galgbacken även Röhssens backe. Galgen stod kvar fram till 1859.
Den 10 mars 1918 fick styrelsen för Carlanderska sjukhemmet, vars reglemente antagits av stadsfullmäktige den 19 oktober 1916, en skrivelse från Isabella och Christoffer Carlander att de med hänsyn till de väsentligt ökade byggnadskostnaderna velat förstärka sin donation, varför de överlämnade 1 500 aktier i Svenska Kullagerfabriken, varav 1 350 aktier avsåg hemmets direkta kostnader såsom byggnads- och utrustningshjälp med mera och 150 aktier till en fond, som särskilt skulle bokföras under namn av "Isabella och Christoffer Carlanders frisängsfond." 
Den 3 november 1918 överlämnade de båda donatorerna ytterligare 1 000 aktier i Svenska Kullagerfabriken, och den 2 maj 1920 till erinran af 11 juni 1920 och med förhoppning att konjunkturen för byggnadsverksamheten börjat stadgas något, så att man med allvar kan ta itu med sjukhusbygget, ytterligare 7 650 aktier. Den 23 september 1919 hade Axel och Hedvig Carlander förstärkt sin fond med 1 000 aktier i samma bolag och den 6 november 1918 hade Axel Carlander på sina egna och syskonens vägnar betalt 21 000 kronor som skulle bokföras under benämning frisängsfond till minne af 3 november 1918. Behållningen den 31 december 1921 utgjordes i den förstnämnda fonden 3 071 522 kronor och i den sistnämnda 403 854 kronor samt i Isabella och Christoffer Carlanders frisängsfond 30 233 kronor och frisängsfonden till minne av 3 november 1918 24 698 kronor.  
De dåliga konjunkturerna gjorde dock att bygget sköts på framtiden. Efter flera förhinder på vägen, som första världskriget och dess efterkrigstid, så stod sjukhemmet färdig att överlämnas till staden den 10 mars 1927 med 72 sängplatser.
Efter långvariga diskussioner beslöt Göteborgs kommunfullmäktige den 16 mars 1978 att Carlanderska skulle få 2 880 000 kronor som anslag för en vårdcentral på sjukhemmet.
I maj 2017 invigdes en 7 000 kvadratmeter stor tillbyggnad med bland annat nya operationssalar.  Den byggdes på den plats som enligt de ursprungliga skisserna från 1920-talet var avsedd för ytterligare en flygel.